# Santa Rita de la Cuesta
Santa Rita de la Cuesta är en ort i kommunen San Felipe del Progreso i delstaten Mexiko i Mexiko. Samhället hade 605 invånare vid folkräkningen 2020.